# A Nice Place to Be
A Nice Place to Be es el quinto álbum de estudio del saxofonista estadounidense George Howard. Fue publicado en diciembre de 1986 a través de MCA Records.

## Promoción
En apoyo de su álbum, A Nice Place To Be, George Howard realizó un espectáculo con entradas agotadas en el Beverly Theatre de Los Ángeles. Howard recibió más tarde una proclamación del alcalde Tom Bradley, dándole a Howard su propio día en Los Ángeles.

## Recepción de la crítica
Un escritor no especificado de la revista Billboard escribió: “El saxofón soprano relajado con la ayuda de la voz produce un álbum que, como el de Najee, está diseñado para cruzarse. El artista ya ha disfrutado de cierto éxito en el sello independiente tba. y debería obtener una mayor exposición a través de la nueva asociación MCA”.

## Lista de canciones
| Lado uno |                    |                             |          |  |
| N.º      | Título             | Escritor(es)                | Duración |  |
| 1.       | «No No»            | George Howard, Wayne Linsey | 06:08    |  |
| 2.       | «Jade's World»     | Howard                      | 5:15     |  |
| 3.       | «Sweetest Taboo»   | Sade Adu, Martin Ditcham    | 5:05     |  |
| 4.       | «Nice Place to Be» | Howard, Linsey              | 05:18    |  |

| Lado dos |                         |                                 |          |  |
| N.º      | Título                  | Escritor(es)                    | Duración |  |
| 1.       | «Let's Live in Harmony» | Howard, Linsey                  | 06:00    |  |
| 2.       | «Pretty Face»           | Paul Gordon, Joseph Williams    | 5:02     |  |
| 3.       | «Spenser for Hire»      | Stephen Dorff, Larry Herbstritt | 4:36     |  |
| 4.       | «Stanley's Groove»      | Stanley Clarke, Howard          | 05:45    |  |

## Créditos y personal
Créditos adaptados desde las notas de álbum de A Nice Place to Be.
Lado uno
1. «No No»
  - George Howard – saxofón soprano, bass synthesizer, caja de ritmos, corno francés, voces
  - Paul Jackson, Jr. – guitarra
  - Rayford Griffin – batería electrónica Simmons
  - Victor Bailey – guitarra bajo
  - Dr. Gibbs – bongó
  - Paulinho da Costa – percusión
  - Wayne Linsay – bass synthesizer, teclados, Emu strings
  - Robert Brookins – arpa
2. «Jade's World»
  - George Howard –  saxofón soprano, secuencia de arpa, batería electrónica Simmons, Emu strings, caja de ritmos
  - Dr. Gibbs – percusión
  - Robert Brookins – arpa
  - Wayne Linsay – teclados, Emu strings
  - Stanley Clarke – guitarra bajo, bajo tenor
3. «Sweetest Taboo»
  - George Howard – saxofón soprano, voces Emu, silbato de madera
  - Victor Bailey – guitarra bajo
  - Rayford Griffin – batería electrónica Simmons
  - Wayne Linsay – piano Rhodes, sintetizador
  - Dr. Gibbs – bongó, shekere, percusión
  - Paulinho da Costa – conga, timbales, percusión
  - Paul Jackson, Jr. – guitarra
4. «Nice Place to Be»
  - George Howard – saxofón soprano, violín Emu, campanas tubulares, piano acústico, batería electrónica Simmons
  - Victor Bailey – guitarra bajo
  - Paul Jackson, Jr. – guitarra
  - Wayne Linsay – teclados, Emu strings, caja de ritmos
  - Dr. Gibbs – percusión
  - Robert Brookins – teclados

Lado dos
1. «Let's Live in Harmony» 
  - George Howard – voz principal, saxofón soprano
  - George Duke – synclavier IX-8
  - Nathan East – guitarra bajo
  - Paul Jackson, Jr. – guitarra
  - Paulinho da Costa – percusión
  - Lynn Davis – coros
  - Josie James – coros
  - George Merrill – coros
  - Carl Carwell – coros
2. «Pretty Face» 
  - George Howard – voz principal, saxofón soprano
  - George Duke – synclavier IX-8
  - Nathan East – guitarra bajo
  - Paul Jackson, Jr. – guitarra acústica
  - Paulinho da Costa – percusión
  - Lynn Davis – coros
  - Josie James – coros
  - George Merrill – coros
  - Carl Carwell – coros
3. «Spenser for Hire» 
  - George Howard – saxofón soprano, marimbas, caja de ritmos, Emu strings, campanas tubulares
  - Stanley Clarke – bajo acústico
  - Wayne Linsay – teclados, Emu strings
  - Dr. Gibbs – percusión
4. «Stanley's Groove»
  - George Howard – saxofón soprano, percusión, batería electrónica Simmons
  - Stanley Clarke – bass synthesizer, voces Emu, koto, instrumentos de cuerda
  - Robert Brookins – teclados
  - George Duke – synclavier Rhodes
  - Kevin Chokan – guitarra

## Posicionamiento
| Gráficas (1987)                                        | Pico de posición |
| ------------------------------------------------------ | ---------------- |
| Estados Unidos (Billboard 200)                         | 109              |
| Estados Unidos (Billboard Contemporary Jazz Albums)    | 2                |
| Estados Unidos (Billboard Top R&B/Hip-Hop Albums)      | 22               |
| Estados Unidos (Billboard Traditional Jazz Albums)     | 1                |
| Estados Unidos (Cashbox Top Albums)                    | 129              |
| Estados Unidos (Cashbox Jazz Albums)                   | 1                |
| Estados Unidos (Cashbox Top Black Contemporary Albums) | 29               |